# Berger Kogel
Der Berger Kogel, auch Bergerkogel, ist ein 2656 m ü. A. hoher Berggipfel der Lasörlinggruppe in der Lasörlinggruppe (Venedigergruppe) in Osttirol (Österreich). Er liegt im Nordwesten Osttirols in der Gemeinde Virgen. Der Berger Kogel gilt als vergleichsweise einfacher, lohnender Aussichtsberg.

## Lage
Der Berger Kogel liegt im Norden der Lasörlinggruppe und verfügt über einen kurzen Nord- bzw. Südostgrat, während der längere Südwestgrat zur Bergeralmscharte (2500 m ü. A.) führt. Die Bergeralmscharte trennt den Berger Kogel von der benachbarten Seiche (2795 m ü. A.). Des Weiteren befindet sich östlich der unbedeutende Bläß (2225 m ü. A.). Die Nordflanke des Berger Kogels fällt in das Virgental ab und beherbergt die Berger Alm. Die Westflanke führt in das Tal des Zopatnitzenbachs, in dessen Talschluss sich die Bergerseehütte und der Berger See befinden. An der Ostflanke bzw. der sogenannten Kogelmähder entspringt der Berger Bach.

## Aufstiegsmöglichkeiten
Die technisch einfachste Aufstiegsmöglichkeit bietet sich vom Ortsteil Losach (Gemeinde Prägraten am Großvenediger). Hier führt der Weg entlang des Zopanitzenbachs bis zur Bergerseehütte, von wo aus der Anstieg nach Osten zunächst über Grasabhänge unter den Nordwest-Abstürzen der Seiche vorbeiführt. Von der Bergeralmscharte führt der Schlussanstieg nach Norden über einen Grashang bis zum Gipfelkreuz. Eine etwas kürzere Variante führt von Wallhorn oder Welzelach zur Berger Alm und entlang des Nordhanges des Berger Kogels zum Wetterkreuz (2153 m ü. A.). Der Schlussanstieg erfolgt auf dem Nordwestrücken zum Gipfel (I).